# Stalbridge
Stalbridge es un pequeño pueblo y una parroquia civil en el condado de Dorset (Inglaterra), situado en el área de Blackmore Vale en el distrito de North Dorset, cerca del límite con Somerset. En 2001, tenía una población de 2.579 habitantes, de los cuales un 30,8% está jubilado. Las localidades más próximas incluyen Sturminster Newton (unos 6 km al sureste), Sherborne (unos 10 km al oeste) y Shaftesbury (unos 11 km al noreste). El pueblo se ubica sobre la ruta A357, en un terreno de baja altitud conformado por piedra caliza, un kilómetro y medio al oeste del río Stour. El asentamiento se convirtió oficialmente en un pueblo (town, en inglés) en abril de 1992.
A pesar de ser relativamente pequeño, Stalbridge es bastante independiente, con su propio supermercado, negocio de diarios, comercio de productos electrónicos, entre otros servicios, constituyendo un punto importante para las aldeas y granjas de los alrededores. Allí se imprime además un diario local llamado Blackmore Vale Magazine.

## Historia

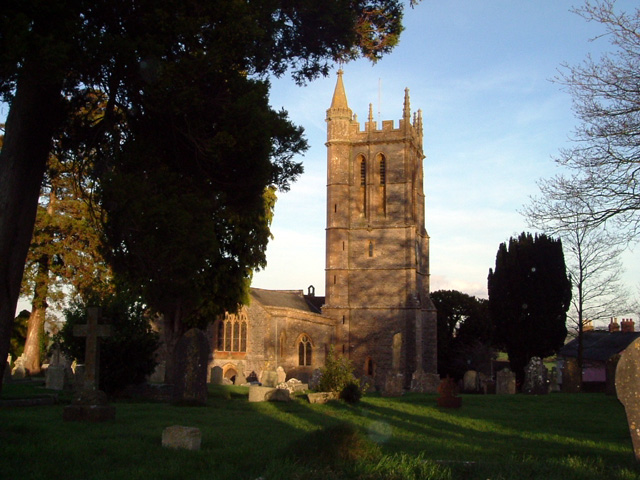
St Mary’s Church, en Stalbridge.

Ya en los tiempos romanos, existía un asentamiento en las cercanías. El pueblo cuenta con una iglesia que data del siglo XV, ubicada sobre una colina y dedicada a Santa María, con una torre del siglo XIX.
Stalbridge fue hogar del científico Robert Boyle y del escritor Douglas Adams, quien escribió gran parte de su obra Guía del autoestopista galáctico en este pueblo. El artista Sir James Thornhill vivó al sur de la localidad, en Thornhill Park, propiedad que compró en 1725. En 1727, erigió un obelisco en dicho parque en honor a la asunción de Jorge II.
Desde septiembre de 1863 estuvo comunicada con Bath y Bournemouth a través del Somerset and Dorset Joint Railway, y durante la Segunda Guerra Mundial existió en el pueblo un depósito del Ministerio de Alimentos. El último tren viajó el 7 de marzo de 1966, cuando la línea ferroviaria finalmente cerró.

## Stalbridge House
En 1618, Mervyn Tuchet, II conde de Castlehaven, quien había heredado Stalbridge Park de su padre, decidió construir una mansión en su finca. Demarcó un área utilizada como bien comunal al noroeste de la iglesia, desplazando a los granjeros que hacían uso de esas tierras, y edificó una mansión de estilo jacobino, la quinta casa más grande en todo el condado de Dorset. En 1631, el hijo mayor del conde, James, acusó de “prácticas innaturales” a su padre, que fue ejecutado posteriormente. James vendió la casa a Richard Boyle, conde de Cork, después de cuya muerte su hijo, Robert Boyle, se convirtió en Lord of the Manor, siendo esta casa su residencia desde 1644 a 1655. Fue allí en donde realizó muchos de sus experimentos.
Se levantó alrededor del límite de Stalbridge Park una pared de piedra de dos metros, cuya fecha y razón de construcción son tema de debate. Probablemente la edificación de la misma haya sido ordenada por Castlehaven como un símbolo de distinción, y quizá haya sido obra de prisioneros de guerra franceses de las Guerras Napoleónicas o de trabajadores locales en tiempos de alto desempleo.
La casa comenzó a deteriorarse y para 1822 su propietario de entonces, Henry Paget, Marqués de Anglesey, la había demolido. Para 1827, no quedaba más que el terreno en donde la mansión había sido construida: la piedra había sido vendida y gran parte de ella se encuentra aún en uso en Stalbridge, por ejemplo en la gran casa de campo que se yergue en el parque actualmente. Existen numerosos mitos populares locales e historias de fantasmas relacionadas con las destrucción de la mansión, destacándose uno que implica un incendio en ella. Stalbridge Park forma parte del ficticio Wessex de Thomas Hardy bajo el nombre de Stapleford Park.

### Fotografías
- (en inglés) Photographs of Stalbridge
- (en inglés) North Dorset District Council (showing Stalbridge church and market cross).
- (en inglés) More photograhs of Stalbridge showing the town, church, and cross

- Datos: Q1242808
- Multimedia: Stalbridge / Q1242808